# Gert Kleinert
Gert Kleinert es un deportista de la RDA que compitió en piragüismo en la modalidad de eslalon. Ganó siete medallas en el Campeonato Mundial de Piragüismo en Eslalon entre los años 1957 y 1965.

## Palmarés internacional
| Campeonato Mundial | Campeonato Mundial | Campeonato Mundial | Campeonato Mundial |
| Año                | Lugar              | Medalla            | Competición        |
| ------------------ | ------------------ | ------------------ | ------------------ |
| 1957               | Augsburgo (RFA)    | Medalla de plata   | C1 por equipos     |
| 1959               | Ginebra (Suiza)    | Medalla de plata   | C1 por equipos     |
| 1961               | Hainsberg (RDA)    | Medalla de plata   | C1 por equipos     |
| 1963               | Spittal (Austria)  | Medalla de oro     | C1 por equipos     |
| 1963               | Spittal (Austria)  | Medalla de plata   | C1 individual      |
| 1965               | Spittal (Austria)  | Medalla de oro     | C1 individual      |
| 1965               | Spittal (Austria)  | Medalla de bronce  | C1 por equipos     |